# Phyllachora sphaerosperma
Phyllachora sphaerosperma är en svampart som beskrevs av Georg Winter 1884. Phyllachora sphaerosperma ingår i släktet Phyllachora och familjen Phyllachoraceae.   Inga underarter finns listade i Catalogue of Life.